# Ruth Hiatt
Ruth Hiatt (Cripple Creek, 6 gennaio 1906 – La Crescenta-Montrose, 21 aprile 1994) è stata un'attrice statunitense.

## Biografia
Quando la sua famiglia si trasferì dal Colorado a San Diego, Ruth Hiatt debuttò nel cinema a soli nove anni con la commedia The Inner Chamber (1915) seguita da The Vigilantes (1918). Dopo aver completato gli studi, tornò sugli schermi nel 1922 per recitare insieme al comico Lloyd Hamilton una lunga serie di cortometraggi.
Nel 1923 vinse l'annuale premio di bellezza di Venice Beach, a Los Angeles, e nel 1924 fu tra le tredici selezionate WAMPAS Baby Stars. Specializzata nelle parti comiche, recitò per anni, dal 1926 al 1928, il ruolo di Mabel nella serie della famiglia Smith prodotta da Mack Sennett. Nel 1934 ebbe una particina nel Men in Black dei “tre marmittoni” Moe Howard, Larry Fine e Curly Howard, e fu ancora con un film comico, il Double Trouble interpretato da Harry Langdon, che pose fine alla sua carriera nel 1941.
Morì a 88 anni nel 1994 e fu sepolta nel Forest Lawn Memorial Park di Glendale.

## Riconoscimenti
- WAMPAS Baby Star nel 1924

## Filmografia parziale
- The Inner Chamber (1915)
- The Vigilantes (1918)
- The Speeder, regia di Lloyd Bacon - cortometraggio (1922)
- No Luck (1923)
- My Friend (1924)
- Motor Mad (1924)
- Step Lightly (1925)
- Framed (1925)
- Saturday Afternoon (1926)
- Smith's Visitor (1926)
- Smith's Kindergarten (1927)
- Smith's Catalina Rowboat Race (1928)
- The New Aunt (1929)
- Fifty Million Husbands (1930)
- Il benemerito spiantato (1930)
- La fattoria maledetta (1932)
- Ridin' Thru (1934)
- The Drunkard (1935)
- The Broken Coin, regia di Albert Herman (1936)
- Double Trouble (1941)